# Saucy Jacky (postal)

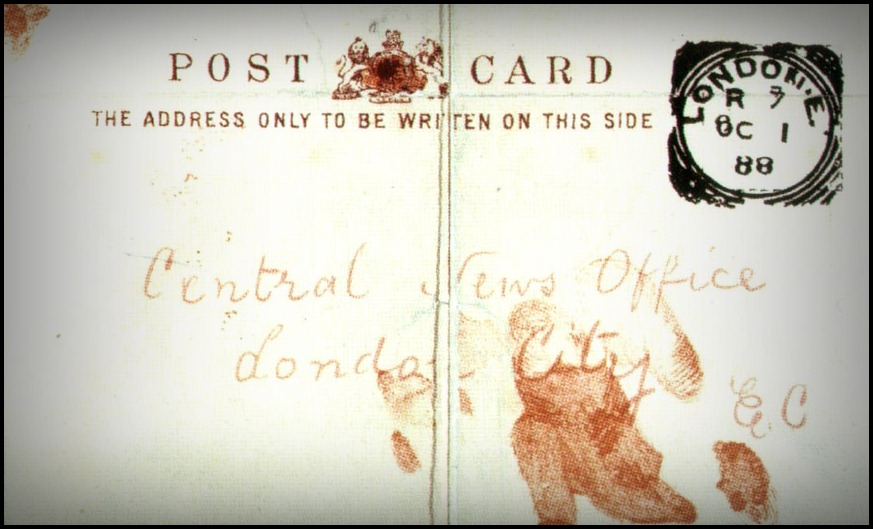
Facsímil del frente de la postal Saucy Jacky.

La postal Saucy Jacky (en español: Jacky el Descarado) es el nombre atribuido a un mensaje recibido en 1888, que supuestamente fue escrito por el asesino en serie hoy día conocido como Jack el Destripador, aunque también cabe la posibilidad de que fuera una broma pesada o bien parte de un plan tal vez urdido por algún medio de prensa o por algún periodista. En realidad no se sabe a ciencia cierta si esa postal es apócrifa o si fue realmente escrita por el llamado asesino de Whitechapel.

## Historia
La postal Saucy Jacky, que estaba firmada por Jack el Destripador, fue despachada por correo y recibida por el editor de la Central News Agency de Londres, aunque luego fue entregada a Scotland Yard para su análisis e investigación. Posteriormente este mensaje se difundió de forma generalizada. Un facsímil de la postal fue distribuido ampliamente en la época, como parte de las investigaciones, y con la esperanza que de allí alguien pudiera reconocer la letra y a su posible autor. El contenido de la postal era el siguiente:

I was not codding [sic] dear old Boss when I gave you the tip, you'll hear about Saucy Jacky's work tomorrow double event this time number one squealed a bit couldn't finish straight off. Had not got time to get ears off for police thanks for keeping last letter back till I got to work again.

Jack the Ripper
Cuando le pasé el dato no lo hice en clave, querido Jefe, mañana tendrá noticias sobre el trabajo de Saucy Jacky; esta vez un doble evento. La primera de ellas chilló un poco y no pude terminar [a tiempo]. No tuve tiempo de quitarle las orejas para la policía. Gracias por no haber divulgado mi última carta hasta que me puse a trabajar de nuevo.
 Jack el Destripador

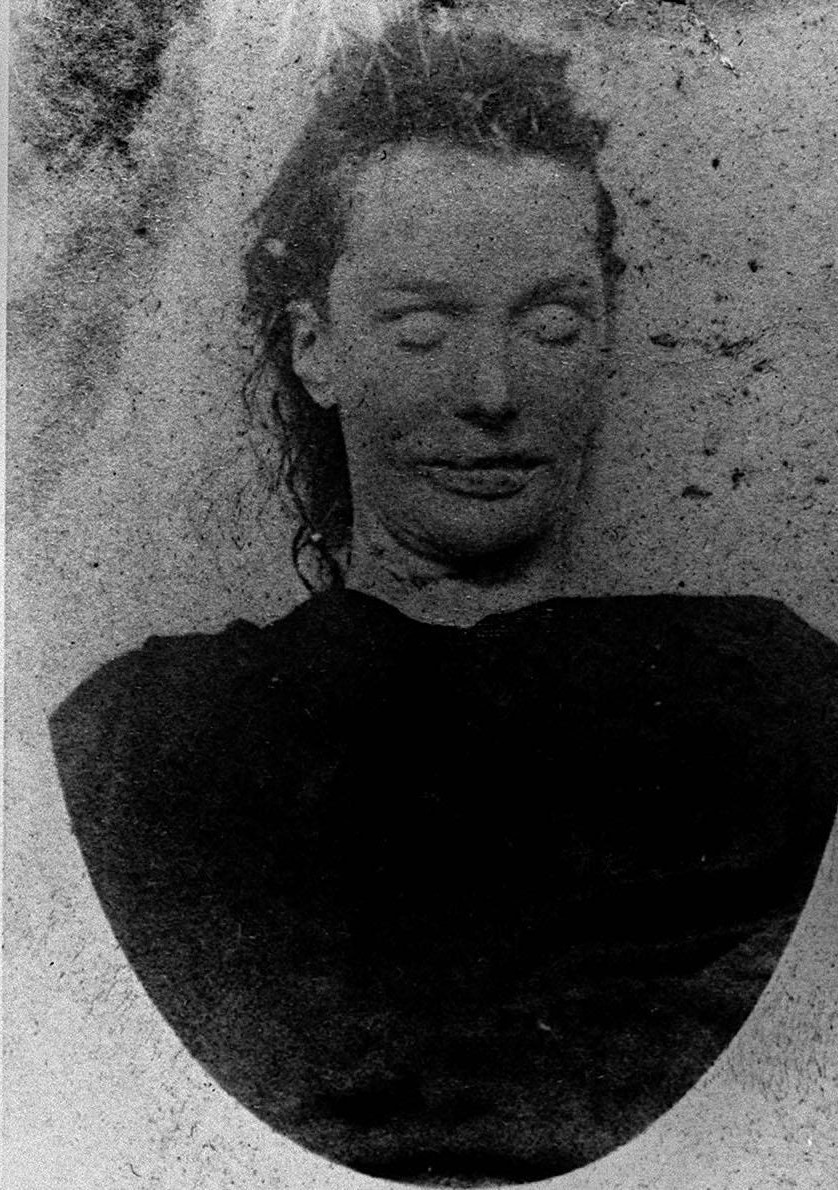
Elizabeth Stride.

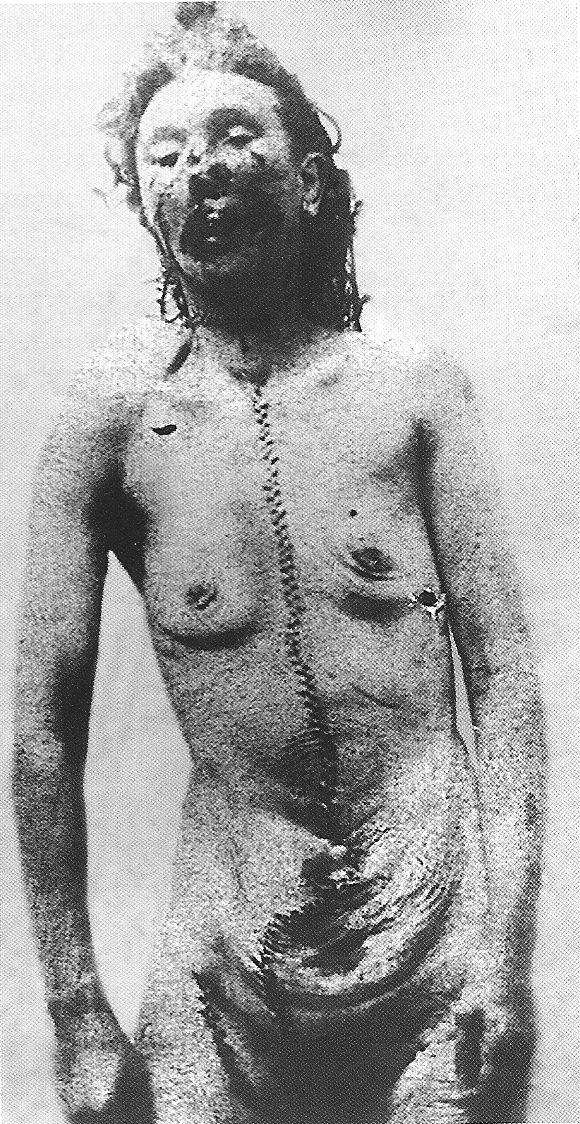
Catherine Eddowes.

La postal fue recibida el 1 de octubre de 1888 y en ella se mencionaba que dos víctimas habían sido asesinadas muy cerca una de otra: «doble golpe esta vez». Efectivamente, Elizabeth Stride y Catherine Eddowes fueron asesinadas en la madrugada del 30 de septiembre de 1888 y parte de la oreja de Catherine fue encontrada desprendida en la escena de crimen como consecuencia de mutilaciones faciales que el asesino realizó.
Algunos analistas han argumentado que la carta fue enviada antes de que los asesinatos fueran hechos público, haciendo improbable que un burlador tuviera tal conocimiento del crimen; sin embargo, la fecha cierta la daba el matasellos y quien la recibió la proporcionó a la policía más de 24 horas más tarde de que los homicidios ocurrieran, o sea, mucho después de que los detalles sobre los hechos hubieran trascendido por boca de periodistas y residentes del área. La policía posteriormente afirmó haber identificado a un periodista como el autor material del mensaje, así como también autor de la carta «Querido Jefe» (Dear Boss).
Con posterioridad a los asesinatos de 1888, el original de la postal Saucy Jacky desapareció de los archivos policiales. Generalmente se cree que, como muchos otros artículos relacionados con el caso, alguien lo quitó para guardarlo como recuerdo de esa famosa serie de crímenes. Por tanto, únicamente ha llegado a nuestros días la versión en facsímil de este mensaje. Y aunque en su momento la carta «Querido Jefe» pudo ser recuperada y preservada, la postal Saucy Jacky desafortunadamente no corrió la misma suerte.

## Saucy Jacky en la cultura popular
En la película This is Spinal Tap, los miembros de la banda se refieren a sus proyectos para escribir un musical basado en la vida de Jack el Destripador, y al cual dicen querer dar el nombre de Saucy Jack. Y sugestivamente, la letra de esa canción incluyó pasajes como los siguientes: «Saucy Jack, you’re a naughty one» / «Saucy Jack, you’re a haughty one» (en español: «Descarado Jack, usted es un travieso» / «Descarado Jack, usted es un arrogante»).